# Смокович Михайло Іванович
Михайло Іванович Смокович (нар. 24 серпня 1963, с. Великий Курінь Любешівський район Волинська область) — український суддя, голова Касаційного адміністративного суду у складі Верховного Суду України (з 6 грудня 2017), доктор юридичних наук (2016). Викладач Національного університету «Острозька академія» та Київського національного університету імені Тараса Шевченка.

## Життєпис
Михайло Смокович народився 24 серпня 1963 року в с. Великий Курінь Любешівського району Волинської області в багатодітній селянській родині колгоспників. Спочатку мріяв навчатися в лісотехнічному виші, однак після армії вирішив стати юристом.
Трудову діяльність за обраним фахом розпочав старшим слідчим, слідчим з особливо важливих справ прокуратури м. Луцька. Згодом обіймав посади старшого прокурора відділу прокуратури Волинської області та старшого помічника прокурора м. Луцька.
У 1991 році закінчив Українську юридичну академію (нині — Національний юридичний університет імені Ярослава Мудрого) в Харкові за спеціальністю «Правознавство».
З 1996 року — на посаді судді Луцького міського суду Волинської області.
У 2001—2004 роках — суддя Апеляційного суду Волинської області.
У грудні 2003 року обраний суддею Вищого адміністративного суду.
З березня 2006 року — секретар пленуму ВАС. Неодноразово обирався на посаду заступника голови ВАС.
У 2010 році в Інституті інтелектуальної власності Одеської національної юридичної академії в м. Києві здобув другу вищу освіту за спеціальністю «інтелектуальна власність».
Указом Президента від 10 листопада 2017 року призначений суддею Касаційного адміністративного суду у складі Верховного Суду, а 6 грудня очолив цей суд. Під час таємного голосування кандидатуру Смоковича підтримали 27 суддів із 28, які були присутні на зборах; один утримався.
Заслужений юрист України, суддя вищого кваліфікаційного класу, доктор юридичних наук (2016).

## Критика
Михайло Смокович декілька разів потрапляв у корупційні скандали. Громадська рада доброчесності вважає, що кандидат до Верховного Суду Михайло Смокович не відповідав вимогам доброчесності та професійної етики.

## Особисте
Одружений, є син і дочка.
Дружина Юлія Петрівна працює у Генеральній прокуратурі України.